# マーセデス・ラッキー
マーセデス・ラッキー、あるいはメルセデス・ラッキー（Mercedes Lackey、 1950年6月24日 - ）は、アメリカ合衆国の女流小説家、ファンタジー作家。
1985年、マリオン・ジマー・ブラッドリーのダーコーヴァ年代記を題材とした短編を採用されデビュー。1986年、後のヴァルデマール年代記のプロローグとでも言うべき『剣の誓い（原題 Sword Sworn）』を発表する。
現在は、オクラホマ州タルサに在住。

## 作品リスト

### ヴァルデマール年代記
架空の世界ヴェルガース（Velgarth）を舞台としたファンタジー小説のシリーズ。
- 女神の誓い（The Oathbound） - 創元推理文庫（東京創元社（以下同じ）、山口みどり訳、1995年）
- 裁きの門（Oathbreakers） - 創元推理文庫（山口みどり訳、1996年）
- 誓いのとき タルマ&ケスリー短編集 - （底本 Oathblood） - 創元推理文庫（山口緑訳、1999年）
  - Oathbloodにはない「竜の嘆き」が収録されている
- 女王の矢 上下巻（Allows of the Queen） - 現代教養文庫（社会思想社、笠井道子訳、1990年）
- 運命の剣 上下巻（By the Sword） - 創元推理文庫（山口緑訳、1999年）
- 宿命の囁き 【ヴァルデマールの風】第一部 上下巻 （Winds of Fate） - 創元推理文庫（山口緑訳、2003年）
- 失われし一族 【ヴァルデマールの風】第二部 上下巻 （Winds of Change） - 創元推理文庫（山口緑訳、2006年）
- 【新訳】女王の矢 ヴァルデマールの使者 - C★NOVELSファンタジア（中央公論新社、澤田澄江訳、2007年）
- 伝説の森 【ヴァルデマールの風】第三部 上下巻 （Winds of Fury） - 創元推理文庫（山口緑訳、2007年）
- 宿縁の矢 ヴァルデマールの使者2 （Allow's of Flight） - C★NOVELSファンタジア（澤田澄江訳、2008年）
- 天翔の矢 ヴァルデマールの使者3 （Allow's Fall） - C★NOVELSファンタジア（澤田澄江訳、2009年）
- 魔法の使徒 最後の魔法使者1 上下巻 （Magic's Pawn）　-　創元推理文庫（細美瑤子訳、2009年）
- 盗人の報復 ヴァルデマールの絆 （Take a Thief）　-　C★NOVELSファンタジア（澤田澄江訳、2010年）
- 太陽神の司祭 ヴァルデマールの嵐1 上下巻 （Storm Warning）　-　創元推理文庫（山口緑訳、2010年）
- 魔法の誓約 最後の魔法使者2 上下巻 （Magic's Promise）　-　創元推理文庫（細美瑤子訳、2010年）
- 魔法の代償 最後の魔法使者3 上下巻 （Magic's Price）　-　創元推理文庫（細美瑤子訳、2012年）
- 追放者の矜持 ヴァルデマールの絆　上下巻 （Exile's Honor）　-　C★NOVELSファンタジア（澤田澄江訳、2012年）
- 帝国の反逆者 ヴァルデマールの嵐2 上下巻 （Storm Rising）　-　創元推理文庫（山口緑訳、2012年）
- 黒き鷲獅子 魔法戦争1 上下巻 （The Black Gryphon）　-　創元推理文庫（細美瑤子・佐藤美穂子訳、2013年）
- 追放者の機略 ヴァルデマールの絆　上下巻 （Exile's Valar）　-　C★NOVELSファンタジア（澤田澄江訳、2014年）

### その他
- 旅立つ船 - アン・マキャフリイとの共作 （創元推理文庫、赤尾秀子訳、1994年）